# Samoa Joe
Nuufolau Joel "Joe" Seanoa, artistnamn Samoa Joe, född 17 mars 1979, är en amerikansk wrestlingbrottare och tvåfaldig före detta TNA X-Division Champion. Han har representerat ROH samt TNA.  I en tremannamatch ifrån showen ROH In your Face så förorsakade Samoa Joe en hjärnskakning hos den japanska brottaren KENTA.

## Minnesvärda matcher
Samoa Joe har gjort 4 matcher som fått 5 stjärnor av fribrottningsrecenseraren Dave Meltzer:
- Samoa Joe vs. CM Punk II, ROH
- Samoa Joe vs. Kenta Kobashi, ROH "Joe Vs. Kobashi"
- Samoa Joe vs. A.J. Styles vs. Christopher Daniels, TNA Unbreakeble
- Samoa Joe vs. American Dragon Bryan Danielson, ROH Fight of the Century